# Bảo tàng Thành phố Łódź
Bảo tàng Thành phố Łódź (tiếng Ba Lan: Muzeum Miasta Łodzi) là một bảo tàng tọa lạc tại số 15 Phố Ogrodowa, Łódź, Ba Lan. Bảo tàng Thành phố Łódź được thành lập vào năm 1975. Trụ sở của Bảo tàng là một trong những tòa nhà ấn tượng nhất trong thành phố. Địa điểm này trước đây từng là cung điện của Izrael Poznański, và hiện tại là bằng chứng cho tầm quan trọng của Łódź trong thế kỷ 19. Thiết kế nội thất của các phòng trong cung điện mang phong cách tân cổ điển - đây là kiểu kiến trúc đặc trưng trong giai đoạn chuyển giao cuối thế kỷ 19 và đầu thế kỷ 20. 

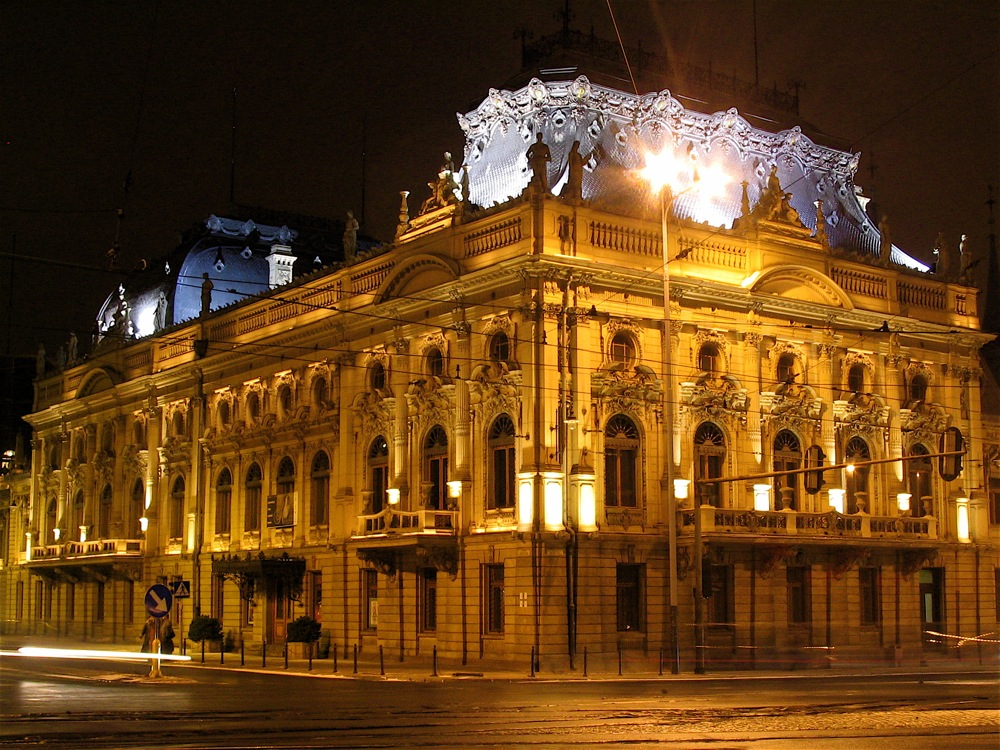
Trụ sở của Bảo tàng Thành phố Łódź vào ban đêm

## Triển lãm
Bộ sưu tập của Bảo tàng Thành phố Łódź hiện đang bao gồm các triển lãm tiểu sử (hiện vật và kỷ vật có liên quan đến cuộc đời của những cư dân kiệt xuất của thành phố), triển lãm nghệ thuật (các tác phẩm nghệ thuật thuộc các lĩnh vực âm nhạc, văn học, sân khấu và hội họa), và các thứ khác.
Một trong những triển lãm thường trực tiêu biểu nhất của Bảo tàng Thành phố Łódź mang tên "Ngôi đền Những người vĩ đại của Łódź": trưng bày các hiện vật và kỷ vật về sự nghiệp và các tác phẩm nghệ thuật của Marek Edelman, Jan Karski, Artur Rubinstein và Julian Tuwim.